# 格萊納爾佩山脈
47°12′16″N 15°2′6″E / 47.20444°N 15.03500°E

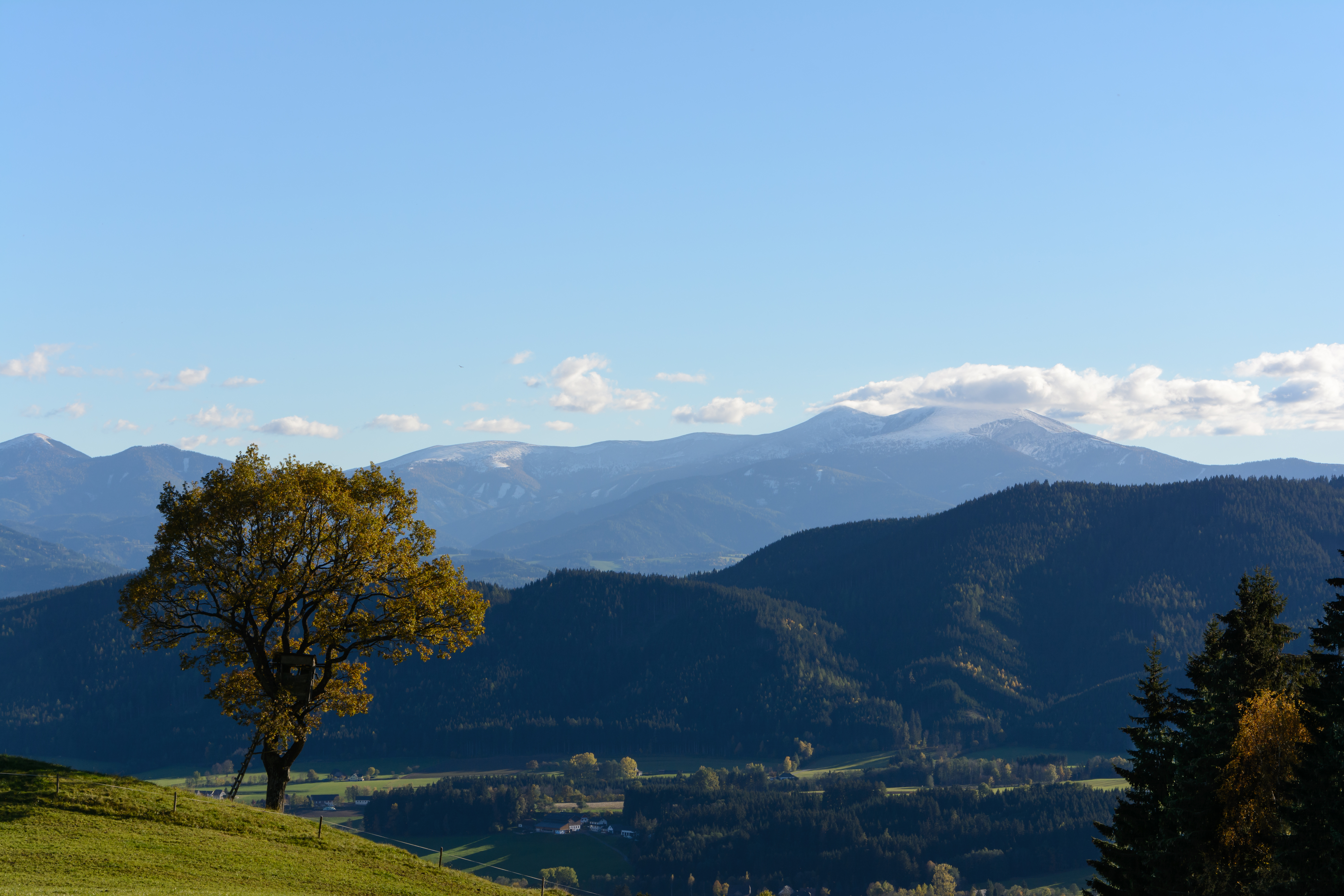

格萊納爾佩山脈（德語：Gleinalpe），是奧地利的山脈，位於該國東南部，由施泰爾馬克州負責管轄，屬於施蒂利亞州前阿爾卑斯山脈的一部分，最高點倫茨莫阿科格爾山海拔高度1,991米，每年平均降雨量1,671毫米。